# Ciğatay
Ciğatay è un comune dell'Azerbaigian situato nel distretto di Xaçmaz. Conta una popolazione di 656 abitanti.